# عرض القيمة للعميل
في التسويق، يتكون عرض القيمة للعميل من إجمالي الفوائد التي يعد البائع العميل بالحصول عليها مقابل المبلغ الذي دفعه (أو أية قيمة تحويلية أخرى).
أطلق راي كوردوبليسكي مبدأ عرض القيمة للعميل في ثمانينيات القرن العشرين وناقشها في كتابه إتقان إدارة القيمة للعميل (بالإنجليزية: Mastering Customer Value Management). عرض القيمة للعميل هو بيان عمل أو تسويق يصف سبب شراء العميل للمنتج أو سبب استخدامه للخدمة. يستهدف العملاء المحتملين بشكل خاص بدلًا من المجموعات التأسيسية الأخرى مثل الموظفين، أو الشركاء، أو الموردين. بشكل مشابه لعرض البيع الفريد، يُعتبر عرض القيمة للعميل بيانًا محددًا مُصمم لإقناع الزبائن أن منتجًا أو خدمة معينة ستضيف قيمة أكبر أو تحل مشكلة ما بشكل أفضل من منتجات أو خدمات أخرى في مجموعتها التنافسية.

## لماذا تُعتبر عروض القيمة مهمة
يقدم عرض القيمة لمارك دي ليون أسبابًا مقنعة لشراء العميل لمنتج ما، كما يميز منتجك عن المنتجات المنافسة. سيساعد لفت انتباه العميل وكسب موافقته على تحقيق مبيعات بشكل أسرع وتحقيق ربح أكبر، بالإضافة إلى العمل على زيادة الحصة السوقية. يُعد فهم حاجة العميل أمرًا مهمًا لأنه يساعد على الترويج للمنتج. تُعتبر العلامة التجارية إدراكًا لمنتج، أو خدمة، أو شركة ما، وصُممت لترسخ في أذهان العملاء المستهدفين. عادة ما يستخدم العملاء «اختصارات ذهنية» لاتخاذ قرارات الشراء، ما يعني أنهم يعتمدون على مدى درايتهم بالعلامة التجارية لاتخاذ قرارات بشكل أسرع.

## ما هو عرض القيمة للعميل
عرض القيمة للعميل هو وعد بالقيمة المحتملة التي تقدمها الشركة إلى عملائها، وفي جوهره هو سبب اختيار العميل العمل مع هذه الشركة. إنه بيان موجز يسلط الضوء على أهمية عرض المنتج عن طريق شرح كيفية حله لمشكلة ما أو تطوير وضع العميل، والقيمة المحددة مقابل احتياجات العميل والاختلاف عن المنافسين.
غالبًا ما يتم التعبير عن الوعد بتقديم القيمة على أنها حل تقدمه الشركة لمساعدة العميل على حل المشكلة. أصبحت طريقة التفكير هذه بعرض القيمة للعميل شائعة عن طريق كتب مثل الشركة الناشئة المنهجية (بالإنجليزية: The Lean Startup). كما ناقش فكرة أن وجهة النظر هذه مبسطة إذ أنها تهمل الفروقات الدقيقة في العواطف البشرية، التي يمكن أن يكون لها تأثير كبير على طريقة إدراك المستهلكين للقيمة.
على أي حال، يُعتبر عرض القيمة للعميل مفهومًا معقدًا، وهو النظرية الأساسية الكامنة وراء وجود وبقاء العمل أو الشركة. يعني عرض القيمة أنه يجب إضافة القيم والفوائد الإضافية إلى منتجات الشركة. بسبب المعدل المرتفع للمنافسة بين الأعمال التي تنتج منتجات متشابهة في السوق، يمكّن عرض القيمة الشركات من التمييز بين العلامات التجارية ما يساعد العملاء على اختيار العلامة التجارية الأكثر قيمة للمنتج الذي سيقدم لهم أكبر قدر ممكن من الفوائد والمنافع. حالما تحصل الشركة على الانتباه المطلوب من السوق الهدف عن طريق استخدام عرض القيمة للعميل، يمكنها زيادة مبيعاتها والحصول على ربح أكبر وعدد أكبر من العملاء.

## نظرية الأعمال
لتقدم الشركة عرض القيمة للعميل، توجد مجموعة من المكونات الرئيسية التي تحتاجها للتركيز، والمناقشة، والمتابعة بهدف تحقيق النجاح. المكونات الرئيسية هي: «يبدأ تطوير عرض القيمة للعميل بتحليل احتياجات العملاء، وعروضات المنافسين، وقوة الشركة لتكون بارزة في سوق الأسهم».
أولًا، على أية شركة أن تولي اهتمامًا للسوق الهدف عن طريق تجميع معلومات حول متطلبات عملائه، وخلق حلول محتملة يمكن استخدامها كبدائل لحل مشاكلهم. يمكن معرفة مؤسسات ومتطلبات العملاء المحتملين في السوق الهدف والبحث عنهم عن طريق عدة طرق نظرية وعملية. على سبيل المثال، يُعتبر استخدام الاستطلاعات طريقة ممتازة لتحديد وفهم وجهة نظر العملاء. إنها مهم لتطبيق المعرفة المكتسبة من فهم وجهة نظر العميل حين حدوث عملية الإنتاج.
تُعتبر معرفة الفوائد والقيمة التي سيقدمها المنتج المطور إلى الجمهور الهدف أمرًا ضروريًا جدًا. تُستخدم المنتجات، أو الخدمات، أو الفكرة التي تقدمها الشركات في تحسين المعاناة البشرية وتسوية الميزات التي تلائم احتياجات الجمهور الهدف بالشكل الأمثل. بالتالي، على الشركات أن تفكر في طرق تروج عن طريقها منافع المنتج بطريقة تجعل المستهلكين الهدف يبدون اهتمامًا في الاستثمار في المنتج.
في صناعة التسويق، تُعتبر المنافسة عاملًا مهمًا لأن جميع الشركات تتنافس فيما بينها لتحتل المرتبة الأولى في سوق الأسهم. بالتالي، على الشركات أن تكون مدركة تمامًا لخصومها، وأن تحدد المحاسن والمساوئ التي تقدمها العلامة التجارية الخاصة بها لإثارة إعجاب الجمهور الهدف، لأن الهدف يتمثل بإنتاج منتج إبداعي ومُحسّن من العلامات التجارية الموجودة مسبقًا.
أخيرًا، قبل الختام، من الضروري جدًا الإعلان عن المنتج ليصبح العملاء على دراية به. يجب أن يعرض الترويج للمنتج فوائده وقيمه بهدف إثارة المستهلكين الهدف ولفت انتباههم ليستثمروا في المنتج أو الخدمة التي تقدمها الشركة. في حال باعت الشركات منتجاتها بشكل فعال من حيث التكلفة لعملائها، وقدمت لهم أفضل تجربة ممكنة عن طريق استخدام منتجاتها، من المتوقع أن «يتحدث العملاء بشكل إيجابي عن المنتج» ما يزيد مبيعات الشركة وأرباحها. على أي حال، من المهم أن تتأكد الشركة من تلبية احتياجات المستهلكين طوال الوقت وفقًا لعرض القيمة للعميل، لأن الشركة قد تواجه نقصًا في الأرباح والمبيعات في حال لم يكن المستهلكين راضين عن العلامة التجارية الخاصة بمنتج ما في أية مرحلة.

## الجمهور المستهدف
- المستخدم النهائي - يُعتبر الرضا البدائي والمستمر للمستخدم النهائي هدف جميع الشركات. يتحقق رضا العميل عندما يحصل على القيمة القصوى. ستؤدي إقامة علاقة أعمال دائمة إلى تحقيق مبيعات مستقبلية. يُعتبر السعر والجودة العاملان الأهم عند شراء المستهلك للمنتج أو الخدمة.
- تقسم تجزئة السوق الأسواق إلى مجموعات أصغر يمكن عن طريقها تلبية متطلبات العملاء واحتياجاتهم. تتحول الأجزاء الأصغر بعد ذلك إلى أسواق هدف.[10] (بي. كوتلر، وإس. بورتون، وكي. دينز، وإل براون، وجي. أرمسترونغ، 2013) يُعرف المستخدمون النهائيون على أنهم المستهلكون الهدف الأساسيون، وهم المستخدمون الأساسيون للمنتج. بالتالي، يُنتج المنتج ويؤسس وفقًا لاحتياجاتهم وغاياتهم. يمكن أن توجد أكثر من مجموعة واحدة من المستهلكين الهدف، لذلك يكون من المهم في هذه الحالة تحديد المتطلبات المختلفة لكل مجموعة على حدة. من أهم المعلومات التي يجب على أية شركة إدراكها هي التركيبة السكانية للسوق الهدف للحصول على فهم شامل وومنهج إيجابي حول احتياجاتهم ومتطلباتهم.[11]
- المصنّع/الموزع - عندما لا يكون المستخدم النهائي هدف المبيعات، بل يكون المستهدف هو مصنّع منتج ما أو موزعه، يكون العامل الأهم هو نقل أفضلية منتج إلى منتج آخر. من الممكن وجود عوامل غير السعر والجودة تؤثر على قرار العميل، ويُعتبر التعامل معها أيضًا أمرًا أساسيًا.[12]